# Михаил III (Византия)
Вижте пояснителната страница за други личности с името Михаил III.
Михаил III Пияницата (на гръцки: Μιχαήλ Γ΄ ο Μέθυσος) е император на Византия от 842 до 867 година, от Аморийската (Фригийската) династия. Пропагандата на по-късната Македонска династия затвърждава представата за Михаил III, като неспособен и слабохарактерен владетел, за да оправдае възкачването на Василий I Македонец, който идва на власт в резултат на извършеното лично от него убийство на Михаил, чийто фаворит и довереник е бил преди това, и в противовес на многобройните му заслуги към империята и положителните страни на характера му, включително готовността му да рискува лично живота и авторитета си във военно време, проявена след него чак от Никифор II Фока.

## Произход и възкачване
Роден е като втори син на император Теофил и императрица Теодора II. Поради смъртта на по-големия му брат Константин, скоро след рождението си е обявен за наследник и съимператор на баща си. След като Теофил умира през януари 842 г., Михаил идва на трона едва 2-годишен.

## Управление
През първата част от царуването на Михаил III, империята е управлявана от регенти, посочени от майка му императрица Теодора II, която има решаваща роля докато императора е още малолетен.
През 843 г. по инициатива на Теодора е свикан църковен събор, на който окончателно е отхвърлено иконоборството (Тържество на православието). Иконоборческият патриарх Йоан VII Граматик е сменен с Методий I. В следващите години традициите на православното иконопочитание са възстановени, а иконоборците са низвергнати завинаги. Върху монетите отново се появява изображението на Христос. Гробницата на иконоборския император Лъв III Исавър е разрушена, а костите му са разпиляни.
В Мала Азия иконоборството е все още силно. През 843 – 4 г. правителството в Константинопол предприема сурови мерки срещу сектата на павликяните в източната част на Мала Азия. Павликянството е дуалистична ерес, която отрича почитанието на иконите и кръста, не признава светската власт и църковните ритуали. Хиляди павликяни загубват живота си, обесени, обезглавени или разпънати на кръст, а собствеността и земите им са конфискувани от държавата. Около 100 хил. мъже, жени и деца са ослепени. Част от спасилите се павликяни се укрепват в района на градовете Амара, Таранда, Тефрике (днешен Дивриги) и основават през 844 г. павликянската държава, съществувала до 878 г. на границата със Сирия. Със съдействието на арабите, войските на павликяните създават значителни трудности за византийската държава през следващите няколко десетилетия.

След 856 г. голямо влияние има неговият вуйчо кесарят Варда, брат на императрицата, с чиято помощ Михаил III отхвърля регентството на майка си. Теодора II заедно с дъщерите си е изпратена в манастир. Въпреки слабата личност на императора, способният кесар Варда ръководи държавата, която през този период преживява икономически и културен разцвет, води успешни войни и осъществява важни дипломатически постижения, най-важното от които е преминаването на България към християнството.

### Външна политика
При Михаил ІІІ продължават войните срещу Абасидския халифат, вече започващ да губи своя завоевателен устрем поради вътрешнен сепаратизъм. При все това опазването на малоазийските теми се води с променлив успех и все още ангажира повечето сили на империята. В 844 г. ромейския флот опитва да възвърне Крит от андалузките пирати, но не успява да задържи острова. През това време арабските войски настъпват навътре в Анатоликон и даже стигат до Босфора. Регентът Теоктист търпи поражение и част от армията му дезертира. През 845 г. се стига до 6-годишно примирие с Абасидите, което позволява на империята да прати подкрепления в Сицилия, където мюсюлманите-Аглабиди постепенно завземат повечето ромейски крепости. Но в следващите няколко десетилетия ромеите са изтикани от там и Сиракуза остава последният важен град в Сицилия който империята успява да удържи.
Империята укрепва позициите си на Балканите като подчинява славяните в Пелопонес и принудително заселва Беломорска Тракия с пленени павликяни от Мала Азия. В 855 – 6 г., регентството на Теодора води кратък конфликт с България. Ромейски войски окупират областта Загоре с някои крепости (Филипопол, Дебелт, Анхиало и Месемврия) докато България е ангажирана във война с Франкското кралство и хърватите на западната си граница. През 863 г. чрез още една демонстрация на сила Михаил ІІІ принуждава затруднения от вътрешни проблеми български кан Борис да приеме 30-годишен мир и да премине към християнството.
В 853 г. е подновен конфликтът в югоизточна Мала Азия срещу арабската династия на Абасидите и техните васални емири в Сирия. Многобройният флот на империята постига надмощие срещу арабите в Егейско море, а по суша е пратена 50 хилядна ромейска армия. От 856 г. младият Михаил ІІІ лично взема участие в похода и заедно с чичо си Петрон Мамиконян нанасят поражения на мюсюлманите и съюзните им павликяни-отцепници. Успешното настъпление на Михаил ІІІ в Северна Сирия спира през 860 г., когато той е извикан да защити столицата Константинопол от изненадващото морско нападение на варягите от Киевска Рус. Въпреки това военните действия са доведени до успешен за империята край през 863 година. По време на арабския конфликт Михаил ІІІ се проявява като достатъчно адекватен командващ, в контраст с по-късно наложилият се образ на бездарен неудачник. Варягите, за пръв път атакували Константинопол (лятото на 860 г.) се оттеглят, а императора наема техен контингент като част от личната си охрана.

### Покръстителни мисии
Кесарят Варда среща опозицията на патриарх Игнатий, привърженик на императрицата. В 858 г. той е свален и заменен с Фотий, чието избиране обаче не е признато за легитимно от римския папа Николай I. След известен период на преговори и разногласия през 863 г. папата заклеймява Фотий. В отговор през 867 г. патриарх Фотий свиква синод който обвинява папата в ерес по въпроса за Филиокве. Така се стига до т.нар. Фотиева схизма, с която започва разделянето на източната и западната църква. Сблъсъкът между папата и патриарха се изостря и във връзка с влиянието над новопокръстената България, лавираща между двете спорещи страни.
По идея на патриарх Фотий в 860 г. е изпратена дипломатическа мисия водена от Константин-Кирил Философ и брат му Методий до хазарите, с цел да предотврати тяхното преминаване към юдаизма. Въпреки блестящото представяне на Методий пратеничеството не постига успех.
През 862 г. по молба на княз Ростислав императорът изпраща светите братя Кирил и Методий във Великоморавия, където трябва да разпространят християнството на славянски език. По това време е създадена глаголицата, първата славянска азбука.
В 863 г. е сключен мирен договор с България, съгласно който българите се задължават да приемат християнството от константинополската патриаршия. Това е едно от най-големите културни и политически постижения на ромейската държава. Самият император Михаил ІІІ става кръстник на княз Борис I под чието управление се извършва масовото покръстване на българския народ.

### Преврат срещу Михаил ІІІ
През последните години от управлението си Михаил ІІІ обръща все по-малко внимание на държавата и се впуска в безделие и алкохолизъм. Пиянските пиршества и състезанията с колесници на Хиподрума, в които дори участва лично, стават ежедневните занимания на императора, останал в историята с прозвището „Пияницата“. За да избегне скандал, предизвикан от задълбочаващите се отношения, между него и любовницата му Евдокия Ингерина, дъщеря на варяжки телохранител, които биха могли да доведат до развод на императора със съпругата му Евдокия Декаполитиса, Михаил устройва сватба на фаворита си, бившият коняр Василий, с Ингерина, която впоследствие ражда няколко деца, но за първите, от които има съмнения, че всъщност са родни деца на Михаил III. През 866 г., по внушение на любимеца си, император Михаил допуска убийството на вуйчо си, кесаря Варда Мамиконян, заподозрян в заговор. Василий на свой ред получава титлата кесар, но скоро след това започва да губи благоволението на владетеля. През нощта на 23/24 септември 867 г. пияният Михаил ІІІ е свален чрез преврат и жестоко убит в покоите си от своя приближения си, който наследява трона под името Василий I Македонец.